# Bibi Andersson
Berit Elisabeth (Bibi) Andersson (Stockholm, 11 november 1935 - aldaar, 14 april 2019) was een Zweedse actrice.
Na haar studie aan de toneelschool in Stockholm werd Bibi Andersson aangenomen door regisseur Ingmar Bergman bij het Kungliga Dramatiska Teatern te Stockholm. Ze maakte haar debuut op het witte doek in 1953. In 1955 bood Bergman haar een eerste rol aan in zijn komedie Glimlach van een zomernacht. Later kreeg zij een hoofdrol in zijn film Het zevende zegel.
In 1989 ontving ze de Zweedse koninklijke onderscheiding Litteris et Artibus.

## Filmografie (selectie)
- 1955 - Glimlach van een zomernacht (Ingmar Bergman)
- 1957 - Het zevende zegel (Ingmar Bergman)
- 1957 - Wilde aardbeien (Ingmar Bergman)
- 1958 - Façade (Ansiktet) (Ingmar Bergman)
- 1958 - Op de drempel van het leven (Nära livet) (Ingmar Bergman)
- 1960 - De maagdenbron (Ingmar Bergman)
- 1961 - Het oog van de duivel (Djävulens öga) (Ingmar Bergman)
- 1966 - Persona (Ingmar Bergman)
- 1969 - Een hartstocht (En passion) (Ingmar Bergman)
- 1970 - The Kremlin Letter (John Huston)
- 1971 - The Touch (Ingmar Bergman)
- 1973 - Scènes uit een huwelijk (Ingmar Bergman)
- 1975 - Il pleut sur Santiago (Helvio Soto)
- 1978 - L'Amour en question (André Cayatte)
- 1979 - Quintet (Robert Altman)
- 1979 - Twee vrouwen (George Sluizer)
- 1986 - Pobre mariposa (Raúl de la Torre)